# Oh No
Oh No (bürgerlicher Name: Michael Jackson) ist ein amerikanischer Rapper und Hip-Hop-Produzent aus Oxnard, der seine Alben vor allem auf Stones Throw Records veröffentlicht. Sein Pseudonym lautete ursprünglich Oh No the Mischievous Rebel.

## Leben
Oh No ist der Sohn des Soul-Sängers Otis Jackson und der Bruder des Rappers Madlib. Er begann im Alter von elf Jahren zu rappen. Zu seinen frühsten Features gehören Beteiligungen an Tracks auf dem 1999er Album Soundpieces: Da Antidote! von Lootpack. Zu dieser Zeit war Oh No Mitglied der Formation Kali Wild.
Im Jahr 2004 kam mit The Disrupt sein Debüt-Album auf Stones Throw heraus. Mitwirkende waren unter anderem J Dilla und Madlib. Für sein 2006 erschienenes zweites Album Exodus into Unheard Rhythms, verwendete er ausschließlich Samples von Galt MacDermot. Dr. No's Oxperiment aus dem Jahr 2007 war ein reines Instrumental-Album, dessen Musik aus Samples von türkischem, libanesischem, griechischem und italienischem Psychedelic Rock kreiert wurde. In die gleiche Kerbe schlug der Nachfolger Dr. No's Ethiopium von 2009. Diesmal bediente sich Oh No bei äthiopischem Funk, Jazz, Folk, Soul und Psychedelic Rock der 60er und 70er.
2010 bildete Oh No zusammen mit The Alchemist das Duo Gangrene und brachte auf dem Label Decon die EP Sawblade EP und das Album Gutter Water heraus.
Für das Computerspiel Grand Theft Auto V produzierte er 2013 zusammen mit The Alchemist, Tangerine Dream und Woody Jackson den Soundtrack. Im gleichen Jahr erschien sein siebtes Soloalbum, Disrupted Ads unter Kash Roc Entertainment und Gastbeiträgen von Souls of Mischief und Declaime.
Als Produzent arbeitete Oh No außer bei seinen eigenen Alben unter anderem auch an Veröffentlichungen von De La Soul, Murs und Wildchild mit.

## Diskografie

### Alben als Oh No
- 2004: The Disrupt
- 2006: Exodus into Unheard Rhythms
- 2007: Dr. No's Oxperiment
- 2009: Dr. No's Ethiopium
- 2012: Ohnomite
- 2012: Dr. No's Kali Tornado Funk
- 2012: Ashes (mit Chris Keys)
- 2012: Stereo Jr. (mit Strong Arm Steady)
- 2013: Disrupted Ads
- 2013: The Subliminal Substance (mit Chaotik Stylz)
- 2014: Animal Serum (mit Prince Po)
- 2017: 3 Dimensional Prescriptions (mit TriState)

### EPs/Alben mit Gangrene
- 2010: Sawblade EP
- 2010: Gutter Water
- 2011: Greneberg (EP mit Roc Marciano)
- 2012: Vodka & Ayahuasca
- 2012: Odditorium EP